# 全国退役士兵安置工作领导小组
全国退役士兵安置工作领导小组，是国务院、中央军委议事协调机构，领导全国退役士兵安置工作。

## 沿革
自1980年代起，随着中华人民共和国经济体制改革，以及国家劳动人事、社会保障等制度的改革和军队编制体制调整等改革，尤其是市场在人力资源配置上的作用增强，政府调控空间逐渐缩小，指令性安排工作的退役士兵数量过大，安置任务日益难以完成。
为解决该问题，从中央到地方对安置政策调整做了各种尝试：围绕适应市场就业机制，实行了“供需见面、双向选择、包底安置”；围绕拓宽安置渠道，采取了安排工作与自谋职业相结合的措施；围绕解决就业难，出台了扶持优惠政策等等。但这些在原法律法规框架内的改良，未能从根本上缓解安置矛盾。
2004年6月，遵照中共中央、国务院、中央军委领导的指示，由民政部、总参谋部牵头，中央国家机关和军队共18个部门组成了深化退役士兵安置改革协调小组，展开退役士兵安置改革研究论证工作。
2010年，《国务院办公厅中央军委办公厅关于成立全国退役士兵安置工作领导小组的通知》（国办发〔2010〕52号）发出，成立全国退役士兵安置工作领导小组。
2011年1月21日，《民政部办公厅关于启用全国退役士兵安置工作领导小组及其办公室印章的通知》（民办函〔2011〕25号）发出，根据《国务院办公厅中央军委办公厅关于成立全国退役士兵安置工作领导小组的通知》（国办发〔2010〕52号）和《国务院办公厅关于颁发全国退役士兵安置工作领导小组及其办公室印章的通知》（国办印函〔2010〕6号），自2011年2月1日起启用“全国退役士兵安置工作领导小组”印章和“全国退役士兵安置工作领导小组办公室”印章。
全国退役士兵安置工作领导小组成立后，下设有各督查组，到各地督导检查并调研指导退役士兵安置工作。例如2014年4月22日至23日，由全国退役士兵安置工作领导小组第一督查组副组长、民政部优抚安置局副局长马飞雄带队的督查组来到河北省保定市，督导检查并调研指导退役士兵安置工作。
2011年10月29日，第十一届全国人民代表大会常务委员会第二十三次会议通过《全国人民代表大会常务委员会关于修改〈中华人民共和国兵役法〉的决定》，同日由中华人民共和国主席胡锦涛签署中华人民共和国主席令第五十号公布施行。
2011年10月29日，中华人民共和国国务院、中华人民共和国中央军事委员会令第608号，公布《退役士兵安置条例》，自2011年11月1日起施行。1987年12月12日国务院发布的《退伍义务兵安置条例》，1999年12月13日国务院、中央军委下发的《中国人民解放军士官退出现役安置暂行办法》同时废止。2013年7月10日，《国务院办公厅　中央军委办公厅转发民政部总参谋部等部门关于深入贯彻〈退役士兵安置条例〉扎实做好退役士兵安置工作意见的通知》（国办发〔2013〕78号）发出。2013年8月29日，全国退役士兵安置工作领导小组召开全体会议，回顾总结《退役士兵安置条例》颁布执行两年来的工作进展，分析当前形势和任务，研究部署今后一个时期退役士兵安置工作，全国退役士兵安置工作领导小组组成人员、联络员50多人参加了会议。
2017年，全国退役士兵安置工作领导小组《关于开展退役士兵相关数据采集工作的通知》（国安置电〔2017〕1号）发出。

## 职责
2010年，《国务院办公厅中央军委办公厅关于成立全国退役士兵安置工作领导小组的通知》（国办发〔2010〕52号）规定的主要职责是：
- 组织指导全国退役士兵安置工作；
- 研究拟订全国退役士兵安置有关法规、政策；
- 协调解决退役士兵安置工作中的重大问题；
- 指导做好退役士兵职业教育、技能培训和伤病残退役士兵接收安置等工作；
- 总结推广退役士兵安置工作先进经验；
- 承办国务院、中央军委交办的有关退役士兵安置的其他事项[2]。

## 组成人员
| 2010年《国务院办公厅中央军委办公厅关于成立全国退役士兵安置工作领导小组的通知》（国办发〔2010〕52号）确定的组成人员是： 组长 - 回良玉（中共中央政治局委员、国务院副总理） 副组长 - 陈炳德（中央军委委员、总参谋长） - 李立国（民政部部长） 成员 - 汪永清（国务院副秘书长） - 丁学东（国务院副秘书长） - 王峰（中央编办副主任） - 徐宪平（发展改革委副主任） - 鲁昕（教育部副部长） - 黄明（公安部副部长） - 王伟（监察部副部长） - 孙绍骋（民政部副部长） - 王军（财政部副部长） - 杨志明（人力资源社会保障部副部长） - 胡亚东（铁道部副部长） - 陈晓华（农业部副部长） - 刘士余（人民银行副行长） - 黄丹华（国资委副主任） - 解学智（税务总局副局长） - 钟攸平（工商总局副局长） - 郜风涛（法制办副主任） - 陈勇（总参谋长助理） - 杜金才（总政治部副主任） - 谷俊山（总后勤部副部长） - 韩延林（总装备部副部长） | 2013年《国务院办公厅 中央军委办公厅关于调整全国退役士兵安置工作领导小组组成人员的通知》（国办发〔2013〕53号）调整后的组成人员是： 组长 - 王勇（国务委员） 副组长 - 房峰辉（中央军委委员、总参谋长） - 李立国（民政部部长） 成员 （不详） |

## 办事机构
退役军人事务部就业创业司，与全国退役士兵安置工作领导小组办公室合署办公，是中华人民共和国退役军人事务部内设机构。
全国退役士兵安置工作领导小组的办事机构是全国退役士兵安置工作领导小组办公室，原设在民政部，2018年改革后设在中华人民共和国退役军人事务部，承担领导小组日常工作。历任主任、副主任是：

| 主任 - 孙绍骋（2010年－2012年8月，兼任） - 陈勇（2010年－？，兼任） - 姜力（2012年8月－2015年1月，民政部副部长） - 马书礼（？－） | 副主任 - 邹铭（2010年－2011年7月；2013年8月－2014年6月，民政部优抚安置局局长） - 杨养申（2010年－？，总参谋部军务部副部长） |